# De Campus Cup 2020
De Campus Cup 2020 was het tweede seizoen in 2020 van De Campus Cup, een televisiequiz voor studenten van alle Vlaamse en Brusselse universiteiten en hogescholen, gepresenteerd door Otto-Jan Ham. Het programma wordt gemaakt door productiehuis Woestijnvis.
Het tweede seizoen werd uitgezonden vanaf 18 mei 2020. Vanwege de coronapandemie was er dit seizoen geen publiek aanwezig en moesten presentator en kandidaten de sociale afstandsregels respecteren. De finale werd gewonnen door de conservatoriumstudenten van de HoGent, waardoor de wisselbeker voor het tweede jaar op rij naar Gent gaat.

## Voorrondes
| Aflevering | Richting - universiteit/hogeschool                    | Eindscore | Finale tijd |
| ---------- | ----------------------------------------------------- | --------- | ----------- |
| 1          | Geneeskunde - VUB                                     | 290       | n.v.t.      |
| 1          | Handelsingenieur - UAntwerpen                         | 400       | 1:56        |
| 2          | Burgerlijk Ingenieur - KULeuven                       | 370       | n.v.t.      |
| 2          | Conservatorium - HoGent                               | 370       | 1:28        |
| 3          | Journalistiek - Thomas More                           | 240       | n.v.t.      |
| 3          | Toerisme & Recreatie - Erasmushogeschool              | 290       | 2:17        |
| 4          | Rechten - UAntwerpen                                  | 410       | 2           |
| 4          | Politieke wetenschappen - UGent                       | 250       | n.v.t.      |
| 5          | Handelsingenieur - UGent                              | 450       | 1:04        |
| 5          | Farmacie - UAntwerpen                                 | 260       | n.v.t.      |
| 6          | Agro- en Biotechnologie - Thomas More                 | 250       | n.v.t.      |
| 6          | Oogzorg - Odisee                                      | 280       | 6           |
| 7          | Geschiedenis - UGent                                  | 560       | 2:13        |
| 7          | Rechtspraktijk - AP                                   | 350       | n.v.t.      |
| 8          | Beeldende Kunsten - PXL                               | 320       | n.v.t.      |
| 8          | Office Management - HoGent                            | 440       | 1:26        |
| 9          | Geneeskunde - UGent                                   | 520       | 1:46        |
| 9          | Rechten - KULeuven                                    | 340       | n.v.t.      |
| 10         | Bio-Informatica - Howest                              | 330       | n.v.t.      |
| 10         | Idea & Innovation Management - Erasmushogeschool      | 690       | 2:20        |
| 11         | Kinesitherapie en revalidatiewetenschappen - UHasselt | 550       | 2:23        |
| 11         | Kunstwetenschappen - KULeuven                         | 250       | n.v.t.      |
| 12         | Sociale en Militaire Wetenschappen - KMS              | 250       | n.v.t.      |
| 12         | Secundair Onderwijs - UCLL                            | 660       | 8           |
| 13         | Communicatiewetenschappen - VUB                       | 360       | 2:06        |
| 13         | LO en Bewegingswetenschappen - KULeuven               | 350       | n.v.t.      |
| 14         | Psychologie - UGent                                   | 470       | 1:39        |
| 14         | Secundair onderwijs - AP                              | 190       | n.v.t.      |
| 15         | Architectuur - UAntwerpen                             | 540       | 9           |
| 15         | Bio-ingenieurswetenschappen - KULeuven                | 320       | n.v.t.      |
| 16         | Handelswetenschappen - KULeuven                       | 470       | n.v.t.      |
| 16         | Drama - Luca School of Arts                           | 530       | 0:54        |
| 17         | Wiskunde - UAntwerpen                                 | 490       | 1:52        |
| 17         | Kinesitherapie - UGent                                | 480       | n.v.t.      |

Legende:
 Haalde de top 8
 Haalde de top 8 niet
 Geen 10 vragen correct beantwoord

## Kwartfinales
| Aflevering | Richting - universiteit/hogeschool | Eindscore / vrijstellingen | Finale score |
| ---------- | ---------------------------------- | -------------------------- | ------------ |
| 18         | Conservatorium - HoGent            | 610 / 4                    | 5            |
| 18         | Psychologie - UGent                | 200 / 1                    | 1            |
| 19         | Drama - Luca School of Arts        | 490 / 3                    | 6            |
| 19         | Handelsingenieur - UAntwerpen      | 380 / 1                    | 3            |
| 20         | Office Management - HoGent         | 510 / 3                    | 4            |
| 20         | Geneeskunde - UGent                | 360 / 1                    | 6            |
| 21         | Handelsingenieur - UGent           | 380 / 1                    | 2            |
| 21         | Wiskunde - UAntwerpen              | 410 / 3                    | 6            |

## Halve finales
| Aflevering | Richting - universiteit/hogeschool | Eindscore / vrijstellingen | Finale score |
| ---------- | ---------------------------------- | -------------------------- | ------------ |
| 22         | Conservatorium - HoGent            | 550 / 3                    | 5            |
| 22         | Geneeskunde - UGent                | 380 / 1                    | 3            |
| 23         | Drama - Luca School of Arts        | 470 / 2                    | 6            |
| 23         | Wiskunde - UAntwerpen              | 490 / 3                    | 1            |

## Finale
| Aflevering | Richting - universiteit/hogeschool | Eindscore / vrijstellingen | Finale score |
| ---------- | ---------------------------------- | -------------------------- | ------------ |
| 24         | Conservatorium - HoGent            | 280 / 1                    | 6            |
| 24         | Drama - Luca School of Arts        | 600 / 4                    | 4            |